# Ved Kanalen
Ved Kanalen er en gade på Christianshavn i København, der løber langs Christianshavns Kanal. Gaden har fået sit navn fra netop denne kanal, og grænser op til Voldgården og Langebrogade.

## Anlæggelse og arkitektur
Gaden blev anlagt i 1930’erne i forbindelse med opførelsen af boligkomplekset Voldgården, der ligger på hjørnet af Langebrogade. Bebyggelsen blev tegnet af de anerkendte arkitekter Thorvald Dreyer (1895-1980) og Jens Nielsen (1887-1970) og stod færdig i 1933. Voldgården gav også navn til den nærliggende gade Voldgården, som løber bag karréen.

## Historiske rødder
Området var tidligere kendt som Engelskmandens Plads, opkaldt efter den engelske skibsbygger Peter Appleby, der også har lagt navn til den nærliggende Applebys Plads. I dette område lå tidligere flere virksomheder, herunder en del af det kendte skibsværft Burmeister & Wain, der var en vigtig aktør i Københavns industrielle udvikling.